# Neromia impostura
Neromia impostura är en fjärilsart som beskrevs av Louis Beethoven Prout 1915. Neromia impostura ingår i släktet Neromia och familjen mätare. Inga underarter finns listade i Catalogue of Life.